# Coffea stenophylla
Coffea stenophylla is een plantensoort uit de sterbladigenfamilie. De planten groeien tot 3 m hoog, als struiken of bomen. De soort komt van nature voor in het laaggebergte van Guinee, Sierra Leone en Ivoorkust, maar is ook geïntroduceerd in Ghana en Nigeria, evenals in enkele niet-Afrikaanse gebieden. 
Binnen Coffea wordt de soort ingedeeld in de ondersectie Melanocoffea van de sectie Eucoffea binnen het ondergeslacht Coffea. Het aantal chromosomen is 2n = 22.

## Smaak
De smaak van stenophylla-koffie wordt als mild beschouwd, vergelijkbaar met die van arabica-koffie, terwijl de robusta-koffie, die ook in grote hoeveelheden wordt geteeld, bitter smaakt. De inhoud van de smaken kahweol en trigonelline, die typisch zijn voor koffie, is vergelijkbaar met Coffea arabica, en hoger dan bij Coffea canephora.

## Teelt
Coffea stenophylla is bestand tegen hogere temperaturen dan Coffea arabica - waarschijnlijk tot 6 °C hoger, en tolereert grotere hoeveelheden regen dan Coffea arabica en Coffea robusta. De soort is daarom wellicht beter aangepast aan een veranderend klimaat. 